# Liên hoan phim Mỹ ở Deauville
Liên hoan phim Mỹ ở Deauville (tiếng Pháp: Festival du cinéma américain de Deauville) là một liên hoan phim được thành lập từ năm 1975 tại thành phố Deauville (Calvados), Normandie, Pháp bởi Lionel Chouchan và André Halimi, với sự tài trợ của nhóm Lucien Barrière và của thành phố do Michel d'Ornano điều khiển. 

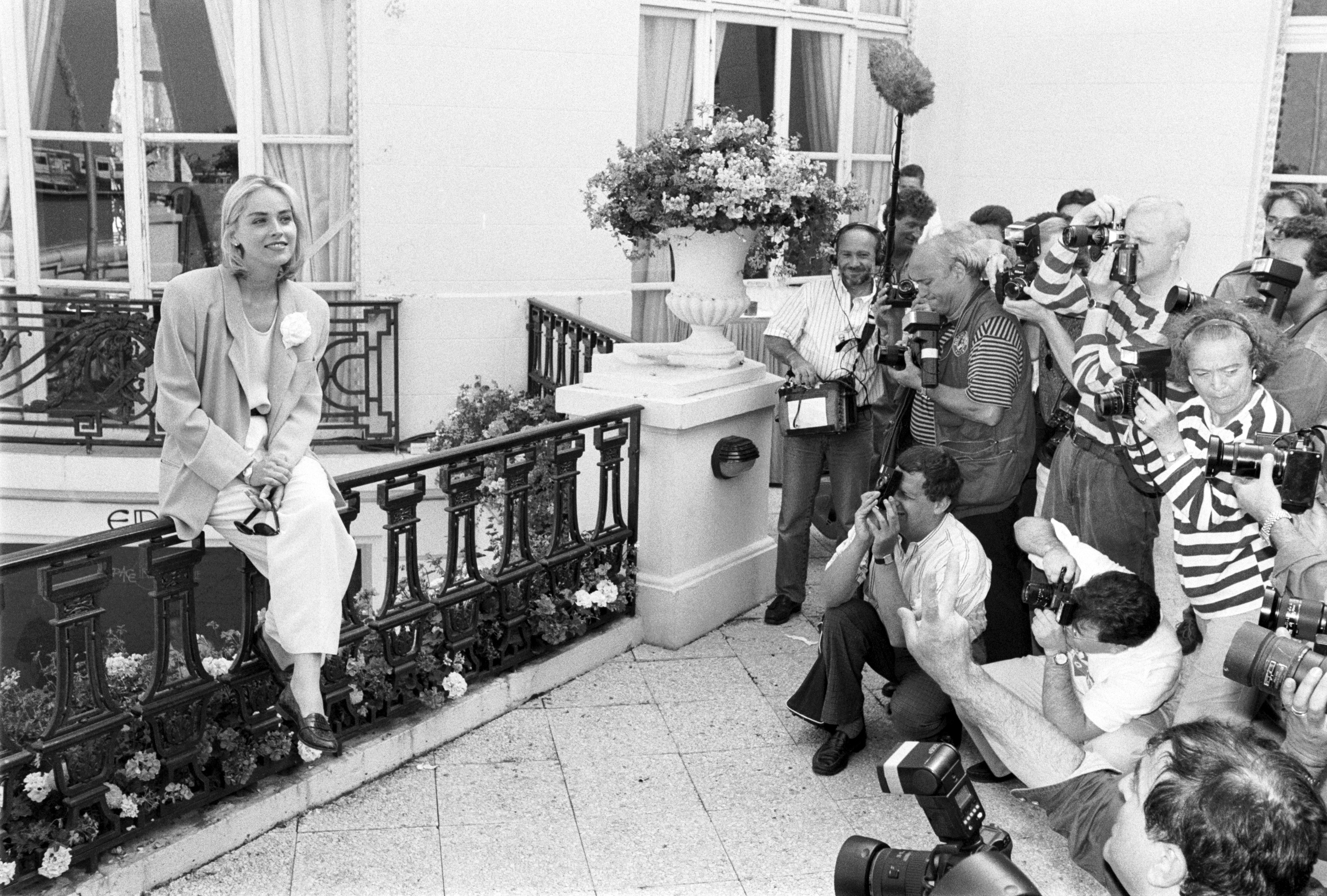
Sharon Stone năm 1991.

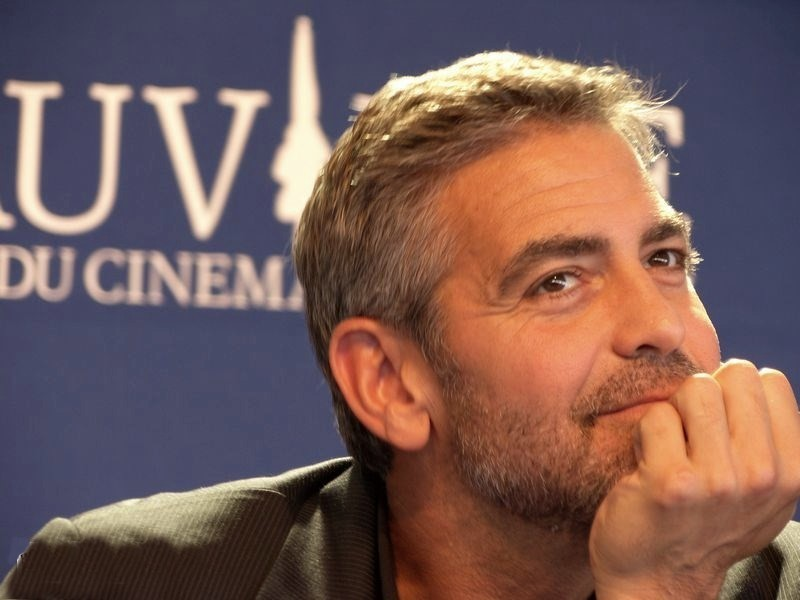
George Clooney trong cuộc họp báo cho Michael Clayton năm 2007

Liên hoan phim này dành cho điện ảnh Hoa Kỳ, được tổ chức hàng năm tại Trung tâm quốc tế Deauville, ở Normandie, từ ngày thứ Sáu đầu tiên trong tháng 9 tới Chúa nhất tuần tiếp theo. Ban đầu không có tranh giải, nhưng từ năm 1995, liên hoan này đã có sự tuyển lựa các phim truyện tranh giải, và từ năm 1998, cả phim ngắn nữa. Hẳn là liên hoan đã bắt đầu việc tranh giải ngay từ năm 1997 - nhưng bằng cách không chính thức - lập ra giải Coups de cœur LTC. Trước đó, liên hoan được chủ yếu dùng làm bệ phóng cho các phim Mỹ lớn tại Pháp. Tuy không bỏ rơi chức năng này, nhưng liên hoan đã làm cho các phim Mỹ độc lập có giá trị thông qua việc phát thưởng cho chúng.
Liên hoan phim Mỹ ở Deauville đã tiếp đón các ngôi sao lớn của điện ảnh Hoa Kỳ, như Robert De Niro (1987, 1988, 1995), Clint Eastwood (1980, 1992, 1995, 2000), George Clooney (1998, 2007), Harrison Ford (1977, 1981, 1982, 1997, 2000, 2002, 2003), Tom Cruise (1993), Sharon Stone (1991), Al Pacino (1999), Michael Douglas (1990, 1998, 2007), Julia Roberts(1990)…
Các Hommages (buổi chào mừng), được thiết lập từ năm 1977, cũng đã tiếp đón nhiều ngôi sao Hollywood, như Liz Taylor (1985), Bette Davis (1987), Kirk Douglas (1978, 1999), Robert Mitchum (1989), Gregory Peck (1977), Burt Lancaster (1979)…

## Danh sách các phim đoạt giải

### Giải thưởng lớn của Ban Giám khảo
Giải này đã được gọi là Grand Prix spécial Deauville (Giải thưởng lớn đặc biệt Deauville) từ 1995 tới 1997 và Grand Prix du cinéma indépendant américain (Giải thưởng lớn điện ảnh độc lập Mỹ) năm 1998 và 1999.
- 1995: Ça tourne à Manhattan, của Tom DiCillo
- 1996: En route vers Manhattan, của Greg Mottola
- 1997: Sunday, của Jonathan Nossiter
- 1998: Et plus si affinités, của Brad Anderson
- 1999: Dans la peau de John Malkovich, của Spike Jonze
- 2000: Girlfight, của Karyn Kusama
- 2001: Hedwig and the Angry Inch, của John Cameron Mitchell
- 2002: Long Way Home, của Peter Sollett
- 2003: What Alice Found, của A Dean Bell
- 2004: Maria Full of Grace, của Joshua Marston
- 2005: Collision, của Paul Haggis
- 2006: Little Miss Sunshine, của Jonathan Dayton & Valerie Faris
- 2007: The Dead Girl, của Karen Moncrieff
- 2008: The Visitor, của Thomas McCarthy

### Giải của Ban Giám khảo
Giải này đã được gọi là Prix du jury spécial Deauville (Giải của Ban Giám khảo đặc biệt Deauville) từ 1995 tới 1997 và Prix spécial du jury du cinéma indépendant américain (Giải đặc biệt của Ban Giám khảo điện ảnh độc lập Hoa Kỳ) năm 1998 và 1999.
- 1995: đồng hạng: Denise au téléphone, của Hal Salwen, và Les Frères McMullen, của Edward Burns
- 1996: đồng hạng Bound, của Larry et Andy Wachowski, và Bienvenue dans l'âge ingrat, của Todd Solondz
- 1997: đồng hạng: En compagnie des hommes, của Neil LaBute, và Ulee's Gold, của Victor Nuñez
- 1998: High Art, của Lisa Cholodenko
- 1999: đồng hạng: Les Frères Falls, của Michael Polish, và Guinevere, của Audrey Wells
- 2000: đồng hạng: Memento, của Christopher Nolan, và Les Initiés, của Ben Younger
- 2001: Ghost World, của Terry Zwigoff
- 2002: đồng hạng: Photo Obsession, của Mark Romanek, và LIE, của Michael Cuesta
- 2003: Thirteen, của Catherine Hardwicke
- 2003: The Woodsman, của Nicole Kassell
- 2005: đồng hạng: Girls in America (On the Outs), của Lori Silverbush & Michael Skolnik, và Keane, của Lodge Kerrigan
- 2006: Half Nelson, của Ryan Fleck
- 2007: Never Forever, của Gina Kim
- 2008: Ballast, của Lance Hammer

### Các Ban Giám khảo
- 1995: Andrei Konchalovsky (trưởng ban), Anouk Aimée, Michael Lonsdale, Claudie Ossard, René Bonnell, Valérie Kaprisky, Steven Zaillian, Mathilda May, Élie Chouraqui và Yvan Attal.
- 1996: Charlotte Rampling (trưởng ban), Sabine Azéma, René Cleitman, Dominique Farrugia, Charlotte Gainsbourg, Chiara Mastroianni, Laura Morante, Ornella Muti, Melvil Poupaud và Alain Rocca.
- 1997: Sophie Marceau (trưởng ban), Élodie Bouchez, Philippe Carcassonne, Étienne Chatiliez, Alain Finkielkraut, John Hurt, Michèle Laroque, Inés Sastre, Nathalie Quintane và Lambert Wilson.
- 1998: Jean-Paul Rappeneau (trưởng ban), Michèle Halberstadt, Sandrine Kiberlain, Virginie Ledoyen, Russell Banks, Maurice Bernart, Alessandro Gassman, Ewan McGregor, Liam Neeson, Éric Serra và Christian Vincent.
- 1999: Régis Wargnier (trưởng ban), Jean-Hugues Anglade, Humbert Balsan, Richard Berry, Gabriel Byrne, Jean-Pierre Dionnet, Marie Gillain, Michel Houellebecq, Marie-France Pisier và Elsa Zylberstein.
- 2000: Neil Jordan (trưởng ban), Guillaume Canet, Clotilde Courau, Tchéky Karyo, Philippe Labro, Samuel Le Bihan, François Ozon, Vincent Perez, Danièle Thompson và Marie Trintignant.
- 2001: Jean-Jacques Annaud (trưởng ban), Sandrine Bonnaire, Marion Cotillard, Arielle Dombasle, Gérard Darmon, Jean-Pierre Jeunet, Darius Khondji, Benoît Poelvoorde và Gabriel Yared.
- 2002: Pierre Lescure (trưởng ban), Chantal Akerman, Richard Anconina, Jean-Marc Barr, Charles Berling, Amira Casar, Julie Gayet, Irène Jacob, Cédric Kahn và Bruno Wolkowitch.
- 2003: Roman Polanski (trưởng ban), Claudia Cardinale, Pawel Edelman, Jacques Fieschi, Ben Kingsley, Anne Parillaud, Zbigniew Preisner, Ludivine Sagnier, Fernando Trueba và Tom Tykwer.
- 2004: Claude Lelouch (trưởng ban), Anouk Aimée, Marie-Josée Croze, Danièle Heymann, Diane Kurys, Jeanne Labrune, Lio, Claudie Ossard, Bettina Rheims và Mathilde Seigner.
- 2005: Alain Corneau (trưởng ban), Enki Bilal, Dominique Blanc, Romane Bohringer, Rachida Brakni, Christophe, Dominik Moll, Melvil Poupaud và Brigitte Roüan.
- 2006: Nicole Garcia (trưởng ban), Maurice Barthélémy, Guillaume Canet, Amira Casar, Emmanuelle Castro, Antoine de Caunes, Julien Clerc, Philippe Djian và Marthe Keller.
- 2007: André Téchiné (trưởng ban), Odile Barski, Xavier Beauvois, Nicolas Cazalé, Charlélie Couture, Émilie Deleuze, Anouk Grinberg và Marie-France Pisier.
- 2008: Carole Bouquet (trưởng ban), Édouard Baer, Ronit Elkabetz, Diane Fleri, Pierre Jolivet, Cédric Kahn, Cristian Mungiu, Leonor Silveira và Dean Tavoularis.

### Giải Coups de cœur LTC
Tranh giải không chính thức, dành cho các phim độc lập, từ 1987 tới 1994.
- 1987: Hollywood Shuffle, của Robert Townsend
- 1988: Patti Rocks, của David Burton Morris
- 1989: Signs of Life, của John David Coles
- 1990: Metropolitan, của Whit Stillman, và Pump Up the Volume, của Allan Moyle
- 1991: My Own Private Idaho, của Gus Van Sant, và Trust me (Trust), của Hal Hartley
- 1992: Gas, Food, Lodging, của Allison Anders
- 1993: The Wedding Banquet, củaAng Lee
- 1994: Federal Hill, của Michael Corrente

## Les Hommages(Các buổi chào mừng)
Các "Hommages" được lập ra từ năm 1977 để vinh danh các nhân vật nổi tiếng của điện ảnh Hoa Kỳ. Phần lớn các buổi lễ đều có sự hiện diện của các đương sự, đến từ Hoa Kỳ.
| - June Allyson (1986) - Ann-Margret (1988) - Robert Altman (1982) - Lauren Bacall (1989) - John Boorman (1990) - Marlon Brando (1994, 2004) - Richard Brooks (1986) - Yul Brynner (1980) - Ellen Burstyn (2002) - Michael Caine (1999) - Richard Chamberlain (1990) - Cyd Charisse (1982) - Glenn Close (2004) - James Coburn (1986) - Claudette Colbert (1988) - Sean Connery (1981) - Francis Ford Coppola (2004) - Hume Cronyn (1992) - Tony Curtis (1986) - Arlene Dahl (1983) - Bette Davis (1987) - Jonathan Demme (1988) - Matt Dillon (2002) - Stanley Donen (1979) - Michael Douglas (1998) (2007) - Kirk Douglas (1978) - Richard Dreyfuss (1991) - Robert Duvall (1990) - Clint Eastwood (1980, 2000) - Robert Evans (2002) - Douglas Fairbanks Jr. (1987) - Mel Ferrer (1991) - Abel Ferrara (1996) - Richard Fleischer (1993) | - Maurice Jarre (1999) - Joan Fontaine (1983) - Glenn Ford (1980) - Harrison Ford (2002) - Carl Foreman (1982) - John Frankenheimer (1991, 2002) - Morgan Freeman (1997) - William Friedkin (1988) - Ben Gazzara (1989) - Stewart Granger (1987) - Gene Hackman (1981) - Ed Harris (2008) - Henry Hathaway (1983) - Charlton Heston (1982) - George Roy Hill (1989) - Ron Howard (2005) - Rock Hudson (1984) - James Ivory (2003) - Norman Jewison (1978) - Samuel L. Jackson (2000) - Maurice Jarre (1999) - Van Johnson (1994) - Danny Kaye (1980) - Elia Kazan (1980) - Jerome Kern (1985) - Arnold Kopelson (1997) - Burt Lancaster (1979) - Jessica Lange (1993, 2003) - Dino de Laurentiis (2000) - Ang Lee (1999) - Spike Lee (2008) - Janet Leigh (1987) - Mitchell Leisen (2008) | - Jack Lemmon (1992) - Alan Jay Lerner (1985) - Mervyn LeRoy (1982) - George Lucas (2004) - Sidney Lumet (1990) (2007) - Ida Lupino (2007) - John Malkovich (1993) - Joseph L. Mankiewicz (1981) - Malcolm McDowell (2004) - Shirley MacLaine (1987) - Lee Marvin (1983) - James Mason (1983) - Paul Mazursky (1986) - Arnon Milchan (1996) - Vincente Minnelli (1977) - Robert Mitchum (1989) - Julianne Moore (2001) - Robert Mulligan (1991) - Jean Negulesco (1986) - Jack Nicholson (1994) - Kim Novak (1989) - Al Pacino (1999) - Brian de Palma (1987) - Robert Parrish (1987) - Gregory Peck (1977) - Arthur Penn (1981) - Sydney Pollack (1977, 2006) - Parker Posey (2008) - Burt Reynolds (2001) - Debbie Reynolds (1985) - Charles 'Buddy' Rogers (1988) - Alan Rudolph (1986) - Jane Russell (1990) | - Susan Sarandon (2000) - John Sayles (1991) - Paul Schrader (1992) - Ridley Scott (2003) - George Sidney (1988) - Joel Silver (2001) - Steven Spielberg (2004) - George Stevens (1984) - Gloria Swanson (1978) - Jessica Tandy (1992) - Elizabeth Taylor (1985) - James Toback (2005) - Robert Towne (2005) - Lana Turner (1981) - Christine Vachon (2004) - King Vidor (1978) - Jon Voight (1990) - Christopher Walken (2001) - John Waters (1997) - Sigourney Weaver (2007) - Bob Weinstein (1998) - Harvey Weinstein (1998) - Forest Whitaker (2005) - Richard Widmark (1991) - Shelley Winters (1984) - Esther Williams (1991) - Robin Williams (1999) - Irwin Winkler (1995) - Robert Wise (1985) - James Woods (1994) - William Wyler (1979) - Chow Yun-fat (2000) - Richard D. Zanuck (2004) |

Cũng có nhiều Hommages dành cho các người đã qua đời: Rita Hayworth (1987), George Gershwin (1998), James Dean (2001), Stanley Kubrick (2001), John Frankenheimer (2002), Marlon Brando (1994, 2004) et Mitchell Leisen (2008).
Cũng có nhiều Hommages theo chủ đề: American Film Institute (1985), 20 năm của Studio Action (1987), 60 năm của giải Oscar (1988), Ucla Film và Television Archive (1989), American Playhouse (1990), 75 năm hãng Universal (1990), Hollywood 44 (1994), New York au cinéma (1995), Broadway (2000), HBO Films (2003), 25 năm Liên hoan phim Sundance (2006).
Năm 1992, Jessica Tandy đã chia sẻ Hommage với Hume Cronyn. Anh em Winstein, các nhà sản xuất Bob Weinstein và Harvey Winstein, cũng chia sẻ "Hommage" với nhau năm 1998.
Người nhiều tuổi nhất được nhận "Hommage" là Jean Negulesco, 86 tuổi năm 1986. Matt Dillon là người trẻ nhất: 38 tuổi năm 2002.